# Ogcodes
Ogcodes is een geslacht van spinvliegen (Acroceridae) uit de onderfamilie Acrocerinae. De wetenschappelijke naam is gepubliceerd in 1796 door Pierre André Latreille. In 1802 duidde Latreille Musca gibbosa Linnaeus als de typesoort aan. In plaats van Ogcodes hebben sommige auteurs in het verleden Oncodes gebruikt, die volgens Johann Wilhelm Meigen een meer correcte naam was.
Ogcodes is een kosmopolitisch geslacht en het grootste geslacht in de familie van de spinvliegen.
De vrouwtjes leggen een groot aantal eieren, een voor een met korte tussenpozen, op dode takjes; zelden gebeurt dit op groeiende planten. De larven van deze vliegen leven als interne parasieten in spinnen. De eerste instarlarven die uit het ei komen zijn klaar om zich vast te hechten aan en binnen te dringen in een gastheer die langskomt. De spin sterft kort voordat de larve volwassen wordt en gaat verpoppen. De verpopping gebeurt buiten het lichaam van de gastheer. De spin weeft vlak voor ze sterft nog een dun web dat ongewild de opgroeiende parasiet beschermt. De verpopping duurt 2 tot 10 dagen, waarin de pop donkerder wordt tot het volwassen insect, dat vrijwel zwart is, verschijnt.

## Soorten
- O. adaptatus Schlinger, 1960
- O. albiventris (Johnson, 1904)
- O. boharti Schlinger, 1960
- O. borealis Cole, 1919
- O. canadensis Schlinger, 1960
- O. colei Sabrosky, 1948
- O. dispar (Macquart, 1855)
- O. etruscus (Griffini, 1896)
- O. eugonatus (Loew, 1872)
- O. floridensis Sabrosky, 1948
- O. fumatus (Erichson, 1846)
- O. gibbosus (Linnaeus, 1758)
- O. guttatus A. Costa, 1854
- O. hennigi Schlinger, 1960
- O. hungaricus (Szilady, 1941)
- O. lautereri Chvala, 1980
- O. melampus (Loew, 1872)
- O. niger Cole, 1919
- O. nigripes (Zetterstedt, 1838)
- O. obscuripes Chvala, 1980
- O. pallidipennis (Loew, 1866)
- O. pallipes Latreille in Olivier, 1812
- O. reginae (Trojan, 1956)
- O. rufoabdominalis Cole, 1919
- O. sabroskyi Schlinger, 1960
- O. schembrii Chvala, 1980
- O. shewelli Sabrosky, 1948
- O. varius Latreille in Olivier, 1812
- O. vittisternum Sabrosky, 1948
- O. zonatus Erichson, 1840